# Choroń-Rajczykowizna
Choroń-Rajczykowizna (prononciation : [ˈxɔrɔɲ rai̯t͡ʂɨkɔˈvizna]) est une localité polonaise de la gmina de Poraj, située dans le powiat de Myszków en voïvodie de Silésie.